# Deildebreen
Der Deildebreen (norwegisch für Grenzgletscher) ist ein Gletscher im Wohlthatmassiv des ostantarktischen Königin-Maud-Lands. Er liegt zwischen der Östlichen Petermannkette und dem Otto-von-Gruber-Gebirge.
Wissenschaftler des Norwegischen Polarinstituts benannten ihn 1967. Benennungshintergrund ist ein Geist aus der norwegischen Sagenwelt, der durch Verlegung von Grenzsteinen die Aufteilung von Grundbesitz unrechtmäßig ändert.